# 다카세 유코
다카세 유코(일본어: 高瀬 優孝, 1991년 11월 25일 ~ )는 일본의 축구 선수이다.

## 구단 경력
그는 2014년부터 2022년까지 J리그의 오미야 아르디자, 더스파구사쓰 군마, 로아소 구마모토, 블라우블리츠 아키타에서 활동하였다.